# I STAY FREE FOREVER
「I STAY FREE FOREVER」（アイ・ステイ・フリー・フォーエバー）は、ZIGGYの24枚目のシングル。

## 概要
当初は「ここから消え失せろ」を表題曲にしようと考えていたが、歌詞に「FxxK」というワードが入っていたため「I STAY FREE FOREVER」を表題曲にした。

## 収録曲
| #         | タイトル                | 作詞      | 作曲      | 時間  |
| --------- | ----------------------- | --------- | --------- | ----- |
| 1.        | 「ここから消え失せろ」  | 森重樹一  | 森重樹一  | 4:51  |
| 2.        | 「PRIMAL SCREAM」       | 森重樹一  | 森重樹一  | 3:17  |
| 3.        | 「NEGATIVE SPIRAL」     | 森重樹一  | 森重樹一  | 4:38  |
| 4.        | 「I STAY FREE FOREVER」 | 森重樹一  | 森重樹一  | 4:21  |
| 合計時間: | 合計時間:               | 合計時間: | 合計時間: | 17:07 |